# 遠藤溪太
遠藤溪太（1997年11月22日—），日本足球運動員，日本國家足球隊成員，司職中場，現時効力日本甲組職業足球聯賽球隊FC東京。

## 俱乐部生涯
2016年远藤溪太正式加盟横滨水手，已经代表俱乐部出战102场攻入13球。
日职官方宣佈，横滨水手中场远藤溪太荣获2018年日本联赛杯新英雄奖。
横滨水手在2019赛季赛季末成功拿下联赛冠军。而在整个赛季他打进7个联赛进球，创了个人职业生涯新高，还在第24轮对阵名古屋鲸鱼的比赛中打进了日职联赛历史上的第22000球。
出色表现为他迎来了留洋的机会，2020年夏天，远藤溪太在对阵FC东京的比赛里完成了自己在日职联赛的第100次出场，并且打进1球。仅仅半个月之后，他就宣布转会加盟德甲柏林联盟，后者拥有优先购买权，他将至少效力到本赛季末。
德甲赛场柏林联合4-0战胜美因茨取得了大胜，远藤溪太在比赛第82分钟被替换出场，完成了职业生涯的德甲首秀。
德甲第7轮，柏林联合5:0大胜比勒菲尔德。远藤溪太本赛季第一次首发出场并在第3分钟打入1球，帮助球队快速领先。可惜第20分钟因为右大腿受伤被换下场。
柏林联已经执行租借交易当中的买断条款，正式签下这名日本国脚，转会费为100万欧元。
2022年7月19日，德甲球队柏林联合官方宣布，队内的日本边锋远藤溪太将租借加盟德乙球队布伦瑞克，租期为一个赛季。

## 國家隊生涯
2018年9月1日，2018年雅加达亚运会决赛，日本1-2不敌韩国获得亚军，远藤溪太90分钟替補出场。
2019年12月首次被选入日本国家足球队 ，并在东亚杯与中国的比赛中实现其在国家队的首秀。
在2020年1月份的2020年U23亚青赛上，远藤溪太没有获得出场机会。

## 外部連結
- （日語）J.League Data Site （页面存档备份，存于）
- 遠藤溪太 – FIFA國際賽競賽紀錄 (存檔)
- 日本職業足球聯賽中的遠藤溪太 （日語）
- Profile at Yokohama F. Marinos （页面存档备份，存于）